# Fontarón
Fontarón è una parrocchia civile del comune di Becerreá di 47 abitanti situata nella comunità autonoma della Galizia.
La sua superficie è di 11,66 km² e la sua altitudine è di 870 m.